# Ghiacciaio Thwaites
Il ghiacciaio Thwaites è un ampio ed inusualmente vasto ghiacciaio dell'Antartide che fluisce nella baia Pine Island, parte del Mare di Amundsen, ad est del monte Murphy, sulla costa di Walgreen della Terra di Marie Byrd. Le velocità della sua superficie superano i 2 km/anno nei pressi della sua linea di galleggiamento, e il ghiaccio che fluisce con maggiore velocità al suolo si centra tra i 50 e i 100 km ad est del monte Murphy. Venne denominato dall'ACAN in onore di Fredrik T. Thwaites, un geologo glaciale, geomorfologo e professore emerito all'University of Wisconsin–Madison. Il ghiacciaio Thwaites defluisce nel mare di Amundsen nell'Antartide occidentale e viene attentamente monitorato per il pericolo potenziale che potrebbe rappresentare, dato che se scivolasse nell'oceano potrebbe causare l'innalzamento globale del livello dei mari di oltre mezzo metro, aprendo poi la strada allo scioglimento di tutto l'Antartide occidentale
Assieme al ghiacciaio Pine Island, il Thwaites Glacier è stato descritto come parte del "ventre molle" della calotta glaciale dell'Antartide Occidentale, a causa della sua apparente vulnerabilità a correnti marine e venti tiepidi che possono provocare la loro significativa ritirata. Questa ipotesi si basa sia su studi teorici sulla stabilità delle coltri di ghiaccio marittime e alla recente osservazione di grandi cambiamenti in questi due ghiacciai. In anni recenti, il flusso di entrambi i ghiacciai si è accelerato, le loro superfici sono diminuite nell'altezza compressiva e la linea di perdita di contatto alla base con il terreno sostituita dal mare si sono ritirate verso l'interno del continente.
Nel 2011, utilizzando dati geofisici raccolti da sorvoli del Thwaites Glacier (ottenuti nel corso della campagna della NASA "Ice Bridge"), uno studio eseguito dal Lamont-Doherty Earth Observatory della Columbia University dimostrò l'esistenza di un gigantesco sperone montuoso di roccia sottomarino, una cresta alta 700 metri che aiuta l'ancoraggio del ghiacciaio e che in effetti rallenta lo slittamento del ghiacciaio verso il mare. Lo studio conferma anche l'importanza della topografia nel predire come questi ghiacciai si comporteranno nel futuro prossimo.

## Lingua glaciale Thwaites
La Lingua glaciale Thwaites (75°00′S 106°50′W), ha una larghezza di circa 50 km ed è stata progressivamente accorciata dal distacco del ghiaccio, da quanto risulta da osservazioni registrate in più decadi. Venne inizialmente delineato grazie alla fotografie aeree scattate durante l'Operazione Highjump del gennaio 1947.
Il 15 marzo del 2002, il National Ice Center riferì che un iceberg denominato B-22 si staccò dalla lingua glaciale. Questo iceberg era lungo circa 85 km per 65 km di ampiezza, con un'area complessiva attorno ai 5490 km². Nel corso del 2003, l'iceberg B-22 si è ulteriormente frammentato in cinque pezzi, con il B-22ª che rimane nei pressi della lingua glaciale, mentre gli altri frammenti minori sono andati alla deriva più ad ovest.

## Lingua di iceberg del ghiacciaio Thwaites
La lingua di iceberg del Thwaites (74°00′S 108°30′W) è stata una grande lingua di iceberg che si trovava nel mare di Amundsen, circa 32 km a nordest della penisola Bear. Era lunga circa 112 km e ampia 32 km, e nel gennaio del 1966 la sua estensione a sud si trovava soltanto 5 km a nord della lingua glaciale Thwaites. Consisteva di diversi iceberg che si erano staccati dalla lingua glaciale Thwaites Ice e finirono per adagiarsi sul fondo, senza galleggiare, e non dovrebbero essere confusi con la lingua glaciale propriamente detta, che rimane ancora attaccata al ghiaccio di terra. È stata delimitata dall'USGS da fotografie prese durante l'Operazione Highjump e l'Operazione Deep Freeze. Venne osservata per la prima volta negli anni 1930, ma si staccò effettivamente dalla lingua glaciale nei tardi anni 1980.

## Scorrimento di acqua al di sotto del ghiacciaio
Aree simili a gelidi stagni e torrenti stanno al di sotto della base del ghiacciaio. Lagune a monte alimentano torrenti separati da aree "asciutte" tra i torrenti, aree dove rocce, ghiaia e sabbia esercitano attrito che rallenta il flusso del ghiacciaio. A causa di questa frizione il ghiacciaio veniva considerato stabile nel breve termine.
Recenti studi hanno evidenziato il serio rischio di un collasso del ghiacciaio in tempi compresi tra 3 e 10 anni, con gravi potenziali ripercussioni sull'innalzamento del livello dei mari.